# 1456

## Události
- 9. listopadu – zabitím Oldřicha II. vymřel rod Celjských po meči
- sladovnictví v Čechách potvrzeno jako cech
- Obléhání Bělehradu ve dnech 4. července až 22. července 1456

### Probíhající události
- 1366–1526 – Osmansko-uherské války
- 1454–1466 – Třináctiletá válka
- 1455–1487 – Války růží

## Narození
Česko
- 25. června – Jindřich V. z Rožmberka, český šlechtic († 1489)
- 16. října – Ludmila z Poděbrad, dcera Jiřího z Poděbrad a jeho manželky Johany z Rožmitálu († 20. ledna 1503)
- 1. března – Vladislav Jagellonský, český, uherský a chorvatský král († 1516)

Svět
- 11. června – Anna Nevillová, anglická královna, manželka anglického krále Richarda III. († 16. března 1485)
- 23. června – Markéta Dánská, skotská královna († 1486)
- ? – Jan Laský, hnězdenský arcibiskup a primas Polska († 19. května 1531)

## Úmrtí
- 11. srpna – János Hunyadi, sedmihradský šlechtic, vojevůdce a uherský regent (* asi 1387)
- 1. září – Petr Payne, anglický teolog ve službách husitské revoluce (* 1380)
- 23. října – Jan Kapistrán, italský františkánský mnich, misionář, kazatel a světec (* 1386)
- 1. listopadu – Edmund Tudor, hrabě z Richmondu (* cca 1430)
- 4. prosince – Karel I. Bourbonský, vévoda z Bourbonu a Auvergne († 1401)
- Václav IV. Ratibořský, ratibořský kníže (* asi 1405)
- Juan de Mena, španělský básník (* 1411)
- Hynek Krušina ze Švamberka, český šlechtic (* ?)

## Hlavy států
- České království – Ladislav Pohrobek
- Svatá říše římská – Fridrich III.
- Papež – Kalixtus III.
- Anglické království – Jindřich VI.
- Francouzské království – Karel VII.
- Polské království – Kazimír IV. Jagellonský
- Uherské království – Ladislav Pohrobek
- Litevské knížectví – Kazimír IV. Jagellonský
- Osmanská říše – Mehmed II.
- Říše Inků – Pachacútec Yupanqui